# Нини, Джакомо Филиппо
Джакомо Филиппо Нини (итал. Giacomo Filippo Nini; 1629, Сиена, Великое герцогство Тосканское — 11 августа 1680, Рим, Папская область) — итальянский куриальный кардинал. Секретарь мемориальных дат с 31 декабря 1656 по 15 февраля 1666. Магистр Папской Палаты  и префект Апостольского дворца с 14 января 1664 по 15 февраля 1666. Титулярный архиепископ Коринфа с 28 апреля 1664 по 15 февраля 1666. Камерленго Священной Коллегии кардиналов с 9 января 1679 по 8 января 1680. Кардинал in pectore с 14 января 1664 по 15 февраля 1666. Кардинал-священник с 15 февраля 1666, с титулом церкви Санта-Мария-делла-Паче с 15 марта 1666 по 11 августа 1680.